# Jinsha (yacimiento arqueológico)
Jinsha es un yacimiento arqueológico en Sichuan, China. Localizado en el distrito de Qingyang de la prefectura de Chengdu, a lo largo del río Modi (摸底河). El yacimiento de Jinsha fue descubierto accidentalmente en febrero del 2001 durante unas obras de construcción estatales. Localizado a 50 km de Sanxingdui, el sitio floreció en torno al siglo XI a. C. y comparte similitudes con objetos enterrados en Sanxingdui. En el yacimiento se han encontrado artefactos de jade, marfil, objetos de bronce, de oro y tallados en piedra. A diferencia del yacimiento de Sanxingdui, Jinsha no tenía una defensa amurallada. La cultura jinsha (1200-650 a. C.) fue una fase final de la cultura Sanxingdui y representa un relocalización del poder político central en el antiguo reino Shu. La ciudad fue construida a orillas del río Modi.

## Imágenes

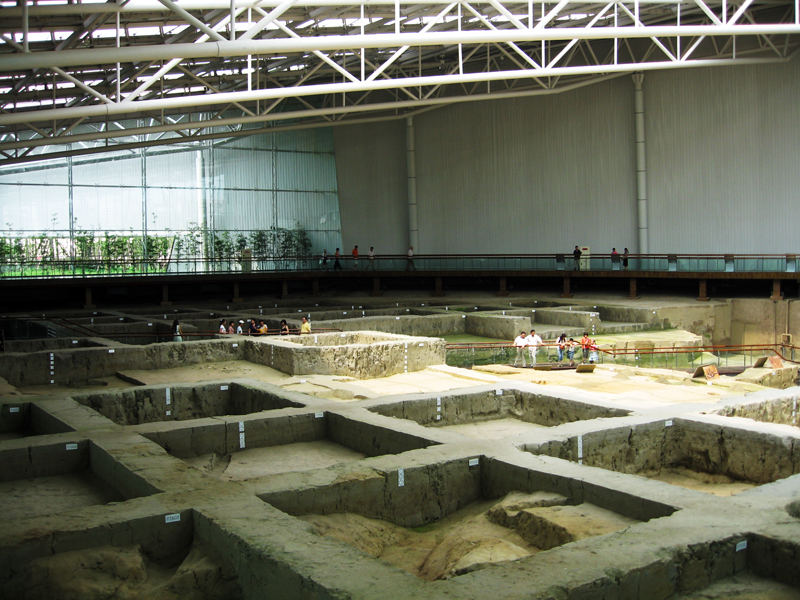
Yacimiento de Jinsha.
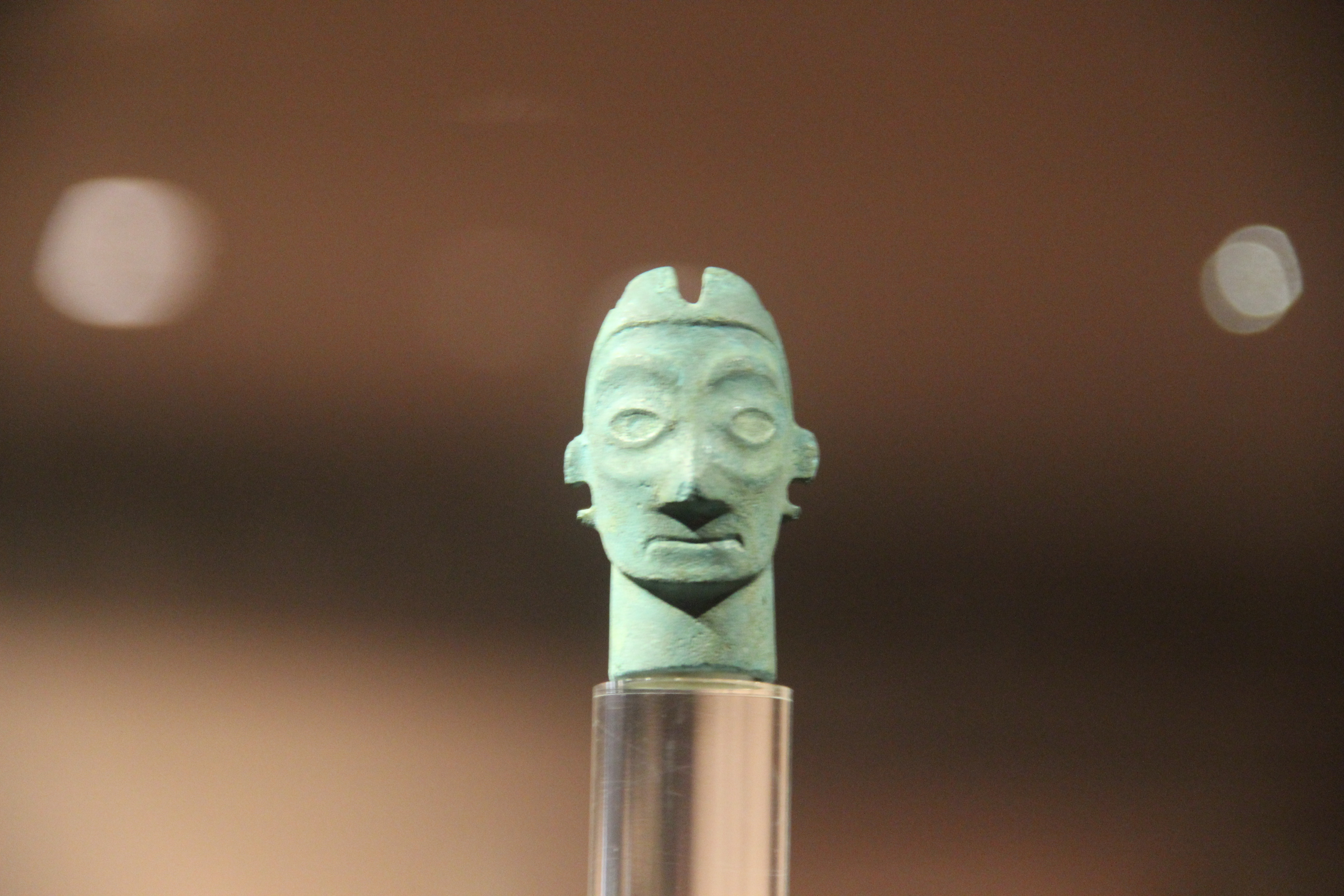
Cabeza de bronce
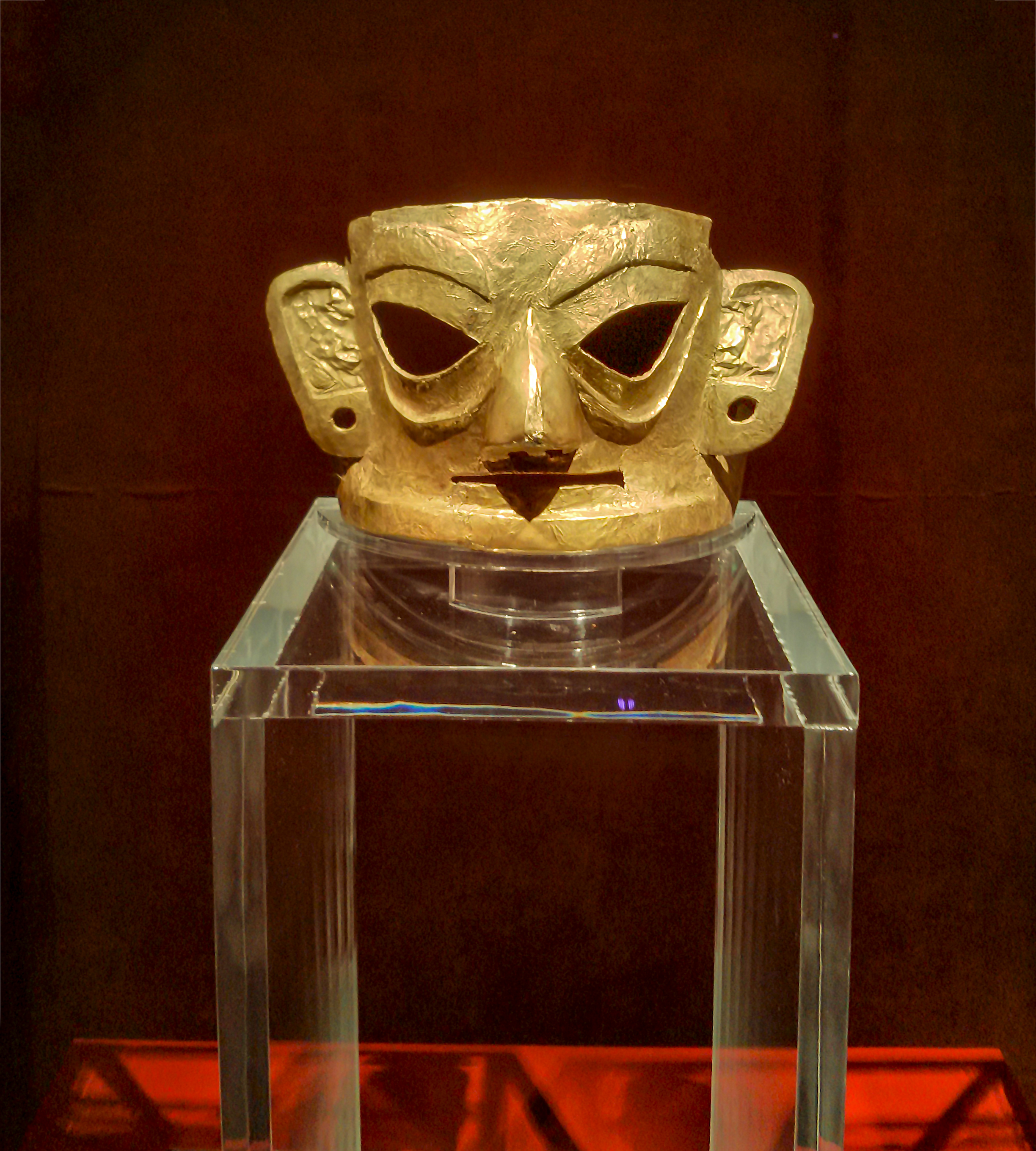
Máscara de oro
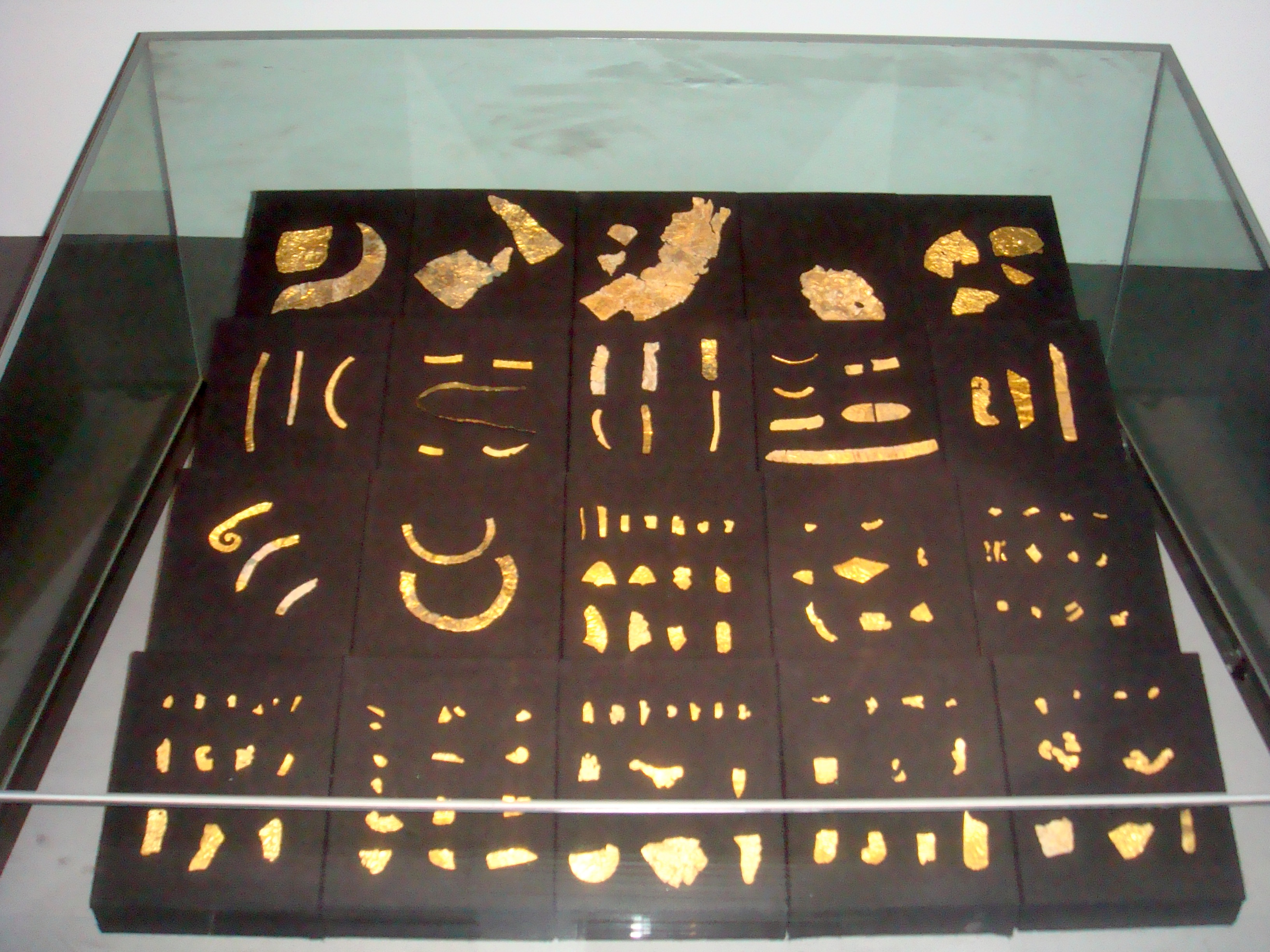
Artefactos de oro
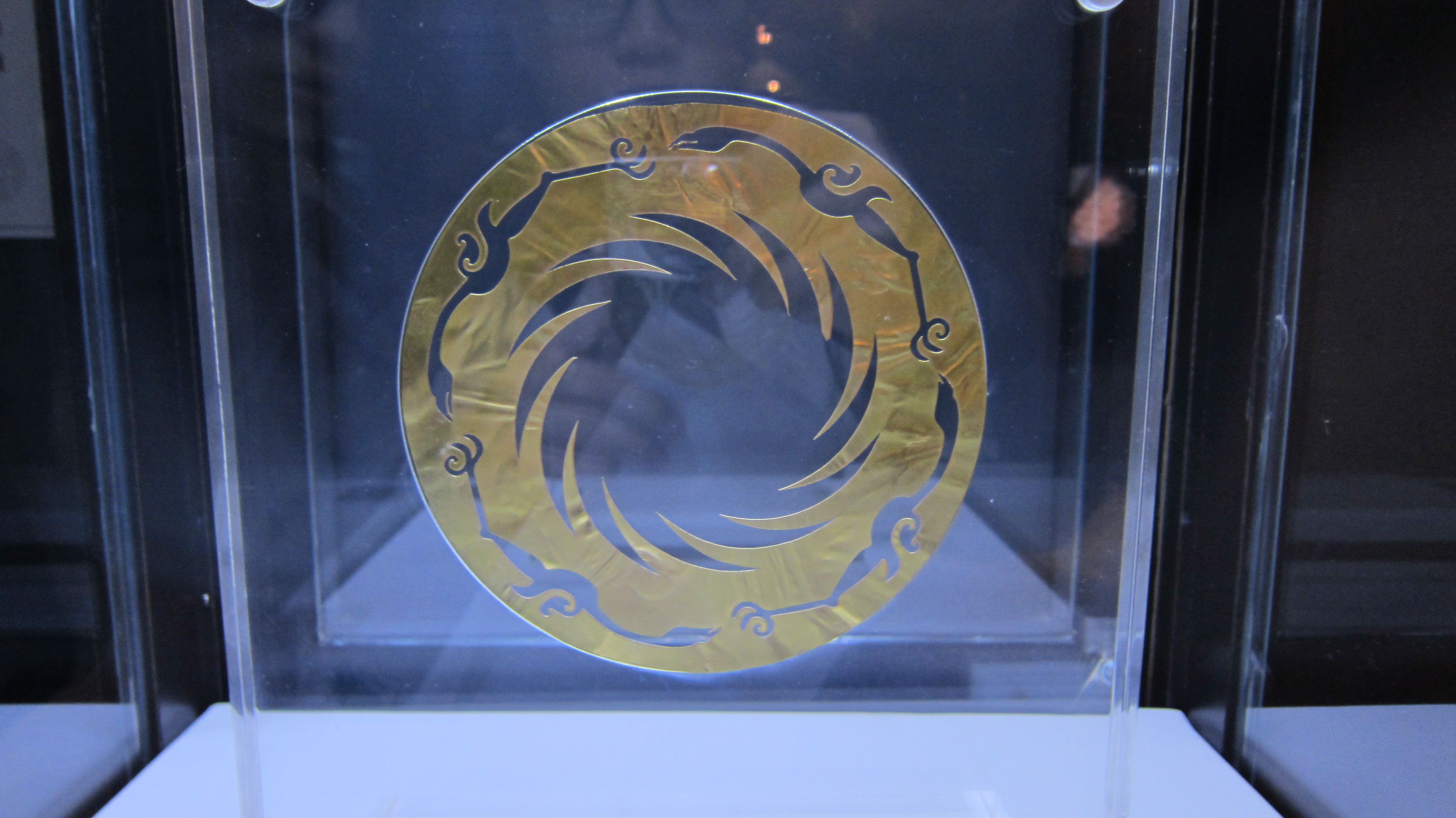
El ornamento de «pájaro dorado del sol»